# Мукузани (вино)
Мукуза́ни (груз. მუკუზანი) — сухое красное грузинское вино, одна из «визитных карточек» грузинского виноделия. Производится с 1888 года, в СССР имело № 4. Выдержанное вино имеет 10,5—12,5 % спирта и 6,0—7,0 % титруемой кислотности.
Изготавливается из винограда сорта саперави в районе кахетинского села Мукузани (Гурджаанский муниципалитет). В 2014 году границы виноградарской базы этого вина (то есть границы аппелласьона) были расширены. 
После распада СССР возникло мнение, что из всех грузинских красных вин Мукузани ближе всего к современным мировым предпочтениям в отношении качественных сухих вин: «В Мукузани — более глубокие вина с хорошей структурой, с высоким потенциалом к выдержке». Утверждается, что своеобразный терруар района обеспечивает Мукузани вкус более сложный, чем у других вин из винограда саперави. 
Традиционно считается, что принципиальным отличием Мукузани от других сухих вин Грузии, производящихся из того же сорта винограда, является выдержка в дубовых бочках сроком не менее трёх лет. Однако по состоянию на 2013 год закон Грузии о вине не устанавливает никаких минимальных сроков выдержки вина с этим наименованием не только в дубе, но даже и в нейтральных емкостях. Как следствие, в продаже иногда можно встретить вино с названием «Мукузани» в возрасте одного года и менее (то есть вино не марочное, а ординарное). 
Выдержанным в дубе винам Мукузани присущ густой красный цвет («бордовый, не пропускающий лучи солнца») и мягкий привкус дуба и ягод, причем дубовые и ягодные ароматы ощущаются не сразу. Вино хорошо сочетается с мясом.
Некоторые производители Мукузани регулярно участвуют со своими образцами в различных международных конкурсах, в частности в лондонском IWSC (The International Wine & Spirit Competition), где наивысшими достижениями вин за период с 2014 по 2021 годы являются награды «серебряного» и «бронзового» уровня.